# Vùng Tây, Singapore
Vùng Tây là một trong năm vùng của quốc gia-thành phố Singapore. Đây là vùng có diện tích lớn nhất và có dân số đông thứ nhì Singapore, sau Vùng Trung tâm. Đông Jurong là trung tâm của vùng, với các kế hoạch phát triển quận Hồ Jurong thành một vùng CBD thứ hai. Tây Jurong là đô thị có dân số đông nhất vùng, khoảng 272.660 người. Có diện tích 25.500 hectare,, Vùng Tây được chia thành mười hai khu quy hoạch với tổng cư dân là 903.010 người.

## Địa lý
Có diện tích đất đai là 201,3 km2 (77,7 dặm vuông Anh), Vùng Tây nằm ở góc phía Tây của đảo Singapore, giáp với Vùng Bắc ở phía Bắc và phía Đông, Vùng Trung tâm ở phía Đông Nam và giáp Eo biển Johor ở phía Tây. Vùng Tây là khu vực hỗn hợp khi nơi đây vừa tồn tại các khu dân cư lẫn khu công nghiệp. Nằm ở phần cực nam của vùng, cách xa khu dân cư và trung tâm thương mại chính, đảo Jurong và Tuas là nơi hoạt động của các ngành công nghiệp nặng.

## Chính quyền
Chính quyền địa phương Vùng Tây bao gồm hai Hội đồng phát triển cộng đồng (Community Development Council, CDC) là CDC Tây Bắc và CDC Tây Nam, và được chia thành 12 khu quy hoạch.

### Khu quy hoạch
| Khu Quy hoạch           | Diện tích (km²') | Dân số  | Mật độ (/km²') |
| ----------------------- | ---------------- | ------- | -------------- |
| Văn Lễ (Boon Lay)       | 8,23             | 30      | 3,6            |
| Bukit Batok             | 11,13            | 139.270 | 12.513         |
| Bukit Panjang           | 8,99             | 139.030 | 15.466,7       |
| Choa Chu Kang           | 6,11             | 174.330 | 28.513,2       |
| Clementi                | 9,49             | 91.630  | 9.650,3        |
| Đông Jurong             | 17,83            | 84.980  | 4.766,9        |
| Tây Jurong              | 14,69            | 272.660 | 18.563,5       |
| Pioneer                 | 12,1             | 100     | 8,3            |
| Tengah                  | 7,4              | 10      | 1,4            |
| Tuas                    | 30,04            | 70      | 2,3            |
| Quần đảo Tây            | 39,47            | 0       | 0              |
| Western Water Catchment | 69,46            | 900     | 13             |

### Các khu vực quan trọng khác
- Benoi
- Buona Vista
- Ghim Moh
- Gul
- Làng Hà Lan
- Vườn Pandan
- Đảo Jurong
- Kent Ridge
- Nanyang
- Pioneer
- Pasir Laba
- Vườn Teban
- Toh Tuck
- Tuas South
- Bờ Tây

## Kinh tế
Vùng Tây là cái nôi của các ngành công nghiệp nặng then chốt của Singapore mà chủ yếu ngành công nghiệp hóa dầu, với sự tham gia của các công ty thuộc lĩnh vực dầu khí và hóa chất quốc tế như LANXESS, Afton Chemical, BASF, BP, Celanese, Evonik, ExxonMobil, DuPont, Mitsui Chemicals, Chevron Oronite, Shell, Singapore Petroleum Company và Sumitomo Chemical đã đầu tư thiết bị tại đảo Jurong và Pulau Bukom. Lĩnh vực này đóng góp khoảng 5% vào GDP của Singapore, và nơi này nằm trong top 3 các trung tâm lọc dầu xuất khẩu của thế giới, với sự hiện diện của nhà máy lọc dầu lớn thứ bảy của thế giới tại đây.
Một Quận Kinh doanh Trung tâm thứ hai cũng đã được lên kế hoạch xây dựng tại Quận Hồ Jurong, với một trạm cuối của tuyến Đường sắt cao tốc Kuala Lumpur–Singapore sắp sửa hoàn thành đặt tại quận này.

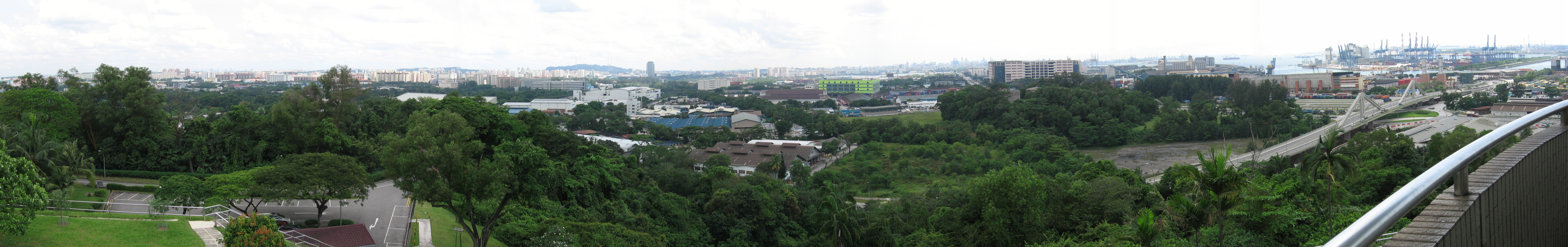
Ảnh Panorama Vùng Tây, Singapore, chụp từ tháp vọng cảnh trên Đồi Jurong. Tiền cảnh là Khu công nghiệp Jurong.

## Giáo dục
Vùng Tây cung cấp dịch vụ giáo dục ở nhiều cấp bậc khác nhau từ mẫu giáo, tiểu học tới trung học với các cơ sở giáo dục tập trung chủ yếu tại các đô thị ở phía Đông của vùng. Vùng này cũng là nơi có nhiều cơ sở giáo dục sau phổ thông như Trường Trung học cao cấp APSN Delta, Cao đẳng ITE Vùng Tây, Trường sơ cấp Jurong, Millennia Institute, Đại học Công nghệ Nanyang, Đại học Quốc gia Singapore, Trường bách khoa Nghĩa An, Trường Trung học phổ thông chuyên Toán và Khoa học NUS, Trường sơ cấp Pioneer, Trường Trung học Thung lũng Sông, Đại học SIM, Trường Khoa học và Công nghệ, Trường bách khoa Singapore, Trung tâm Giáo dục Khách sạn và Du lịch Singapore, Trường học Quốc tế Canada (trường học quốc tế), và Trường Grace Orchard (trường học cho trẻ khiếm khuyết).